# يوسف حسن (لاعب كرة قدم إماراتي)
يوسف حسن، لاعب كرة قدم إماراتي. يلعب حاليًا كلاعب خط وسط لنادي الوصل في دبي.
انتقل يوسف إلى نادي الوصل من الشعب في صيف 2008. وفي شتاء 2010 أعير مرة أخرى إلى الشعب. في موسم 2010/11، تمت إعارة يوسف مرة أخرى من نادي الوصل ولكن هذه المرة إلى نادي عجمان.